# マルクス・コルネリウス・ニグリヌス・クリアティウス・マテルヌス
マルクス・コルネリウス・ニグリヌス・クリアティウス・マテルヌス（ラテン語: Marcus Cornelius Nigrinus Curiatius Maternus、1世紀）は、ローマ帝国の軍人、政治家である。

## 略歴
ニグリヌスはヒスパニア・タッラコネンシスの出身で、エクィテスの家系であった、ウェスパシアヌス帝治世下で元老院議員に選出された。また、ガリア・アクィタニア属州総督であった83年に補充執政官に選出された。その後はモエシア属州総督としてドナウ川における戦いの活躍により2度の凱旋式を挙行する栄誉を得た。
95年から97年までシリア属州の総督を務めたが、当時のローマ皇帝であったネルウァの有力な後継皇帝候補として、ゲルマニア・スペリオル属州総督のトラヤヌスとその座を争った。しかし、プラエフェクトゥス・プラエトリオのカスペリウス・アエリアヌスらのトラヤヌス派と争ったが、ニグリヌスは敗れた。トラヤヌスの即位後、シリア属州総督から退き、故郷のヒスパニア・タッラコネンシスに帰国した。

## 参考
- 南川高志『ローマ五賢帝』講談社現代新書、1998年。ISBN 4061493892。